# Путник, Радомир (генерал)
Ра́домир Пу́тник (серб. Радомир Путник, 24 января 1847, Крагуевац — 17 мая 1917, Ницца) — сербский военачальник, воевода, начальник Генерального штаба Сербии во время Балканских войн и Первой мировой войны.

## Биография

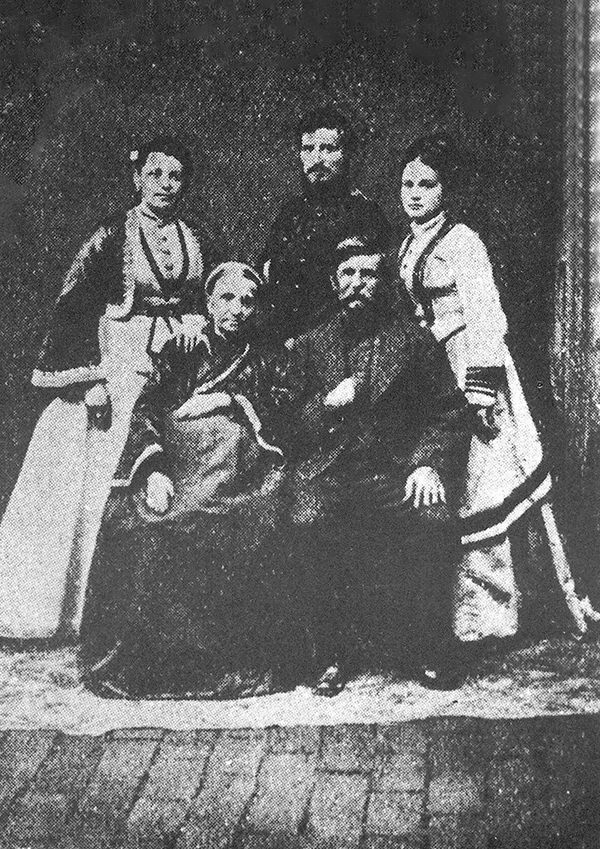
Радомир Путник со своей семьей

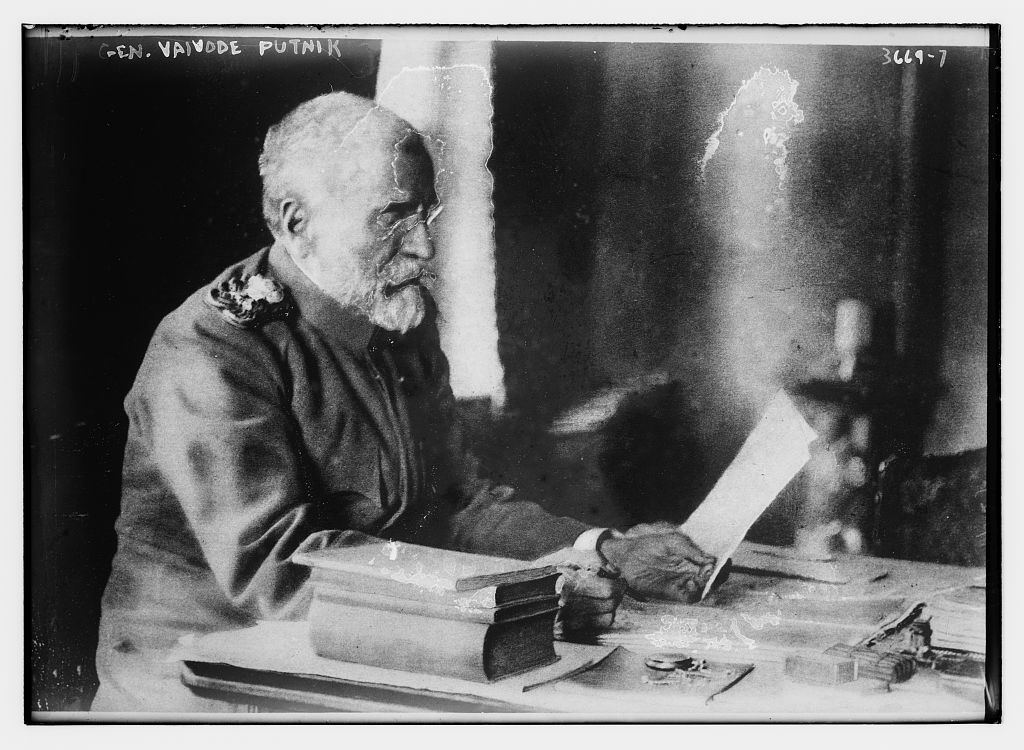
Путник в 1914 году

В середине XIX века семья Путника вернулась из изгнания в Австро-Венгрии в освобождённую от турок Сербию. Отец Путника, Димитрий, был учителем в Крагуеваце, где Радомир получил начальное образование. После этого он поступил в артиллерийскую школу в Белграде, которую окончил в 1863 году. В 1879 году Радомир женился на Любице Божович, дочери полковника, которая впоследствии родила ему трёх дочерей и четырёх сыновей. Современники описывали Путника как аскетичного, закрытого человека, строгого в профессиональных вопросах.
Путник отметился на поле боя в войнах против турок в 1876—1877 годах. С 1886 по 1895 год являлся профессором Военной академии, в 1889 году после войны с Болгарией стал заместителем начальника Генерального штаба. Конфликт с королём Сербии Миланом I (отчасти вызванный тем, что Путник помешал протеже короля сдать экзамен в академии) и затем с его наследником Александром Обреновичем привёл к тому, что Путник был вынужден в 1895 году уйти со своей должности, а в 1899-м, после неудачного покушения на Милана, покинуть страну, опасаясь дальнейших репрессий.
После переворота 1903 года, во время которого король Александр Обренович был убит и новым королём стал Пётр I Карагеоргиевич, Путник был реабилитирован, получил звание генерала и назначен на должность начальника Генерального штаба. При нём сербская армия была полностью реорганизована, обновлён офицерский состав. Своим заместителем Путник назначил Живоина Мишича. С 1912 года он возглавлял сербскую армию в Балканских войнах. В 1913 году Путник стал первым офицером сербской армии, получившим высшее звание воеводы (соответствующее званию фельдмаршала). В этот же период он неоднократно занимал должность военного министра Сербии.
Известие о начале Первой мировой войны застало воеводу в Австрии, где он проходил лечение на спа-курорте Бад-Глейшенберг. Попытавшись вернуться в Сербию, он был арестован в Будапеште и получил свободу только после личного приказа главы австрийского Генерального штаба Конрада фон Хетцендорфа, который, по-видимому, не воспринимал пожилого и больного Путника как серьёзного противника.
Ссылаясь на своё слабое здоровье, Путник хотел выйти в отставку, но король Пётр I отказал ему в этом и настоял, чтобы он возглавил сербскую армию. Под руководством Путника сербы смогли остановить австро-венгерское наступление в августе-сентябре 1914 года (Битва при Цере, Битва на Дрине), разгромили армию противника в декабре 1914 года (Колубарская битва), после чего на Балканском театре войны установилось длительное затишье, которое продолжалось до осени 1915 года, когда австро-германская армия прорвала фронт и вынудила сербов отступать; территория Сербии была полностью оккупирована противником, и основная часть её армии вместе с Путником эвакуировалась на остров Корфу. Поражение привело к тому, что в январе 1916 года весь Генеральный штаб, включая Путника, был отправлен в отставку.
После отставки Радомир Путник поселился в Ницце, где был встречен с почестями и получил от местных властей виллу, на которой и прожил до самой своей смерти от эмфиземы лёгких 17 мая 1917 года. В 1926 году останки Путника были перевезены на родину и похоронены там.

## Память
- В честь Радомира Путника названа гора Путник в Канаде[3].
- В 1989 году в Югославии была отчеканена плакета 70-летия Колубарской и Церской битв (серб. Plaketa 70-godišnice Kolubarske i Cerske bitke) с изображением всех четырёх воевод сербской армии — Радомира Путника, Степы Степановича, Живоина Мишича и Петара Бойовича[4].
- В 2004 году в Сербии и Черногории была отчеканена памятная медаль Церской битвы (серб. Spomen medalja Cerske bitke) с изображениями тех же четырёх воевод[5].